# Vidas Mikalauskas

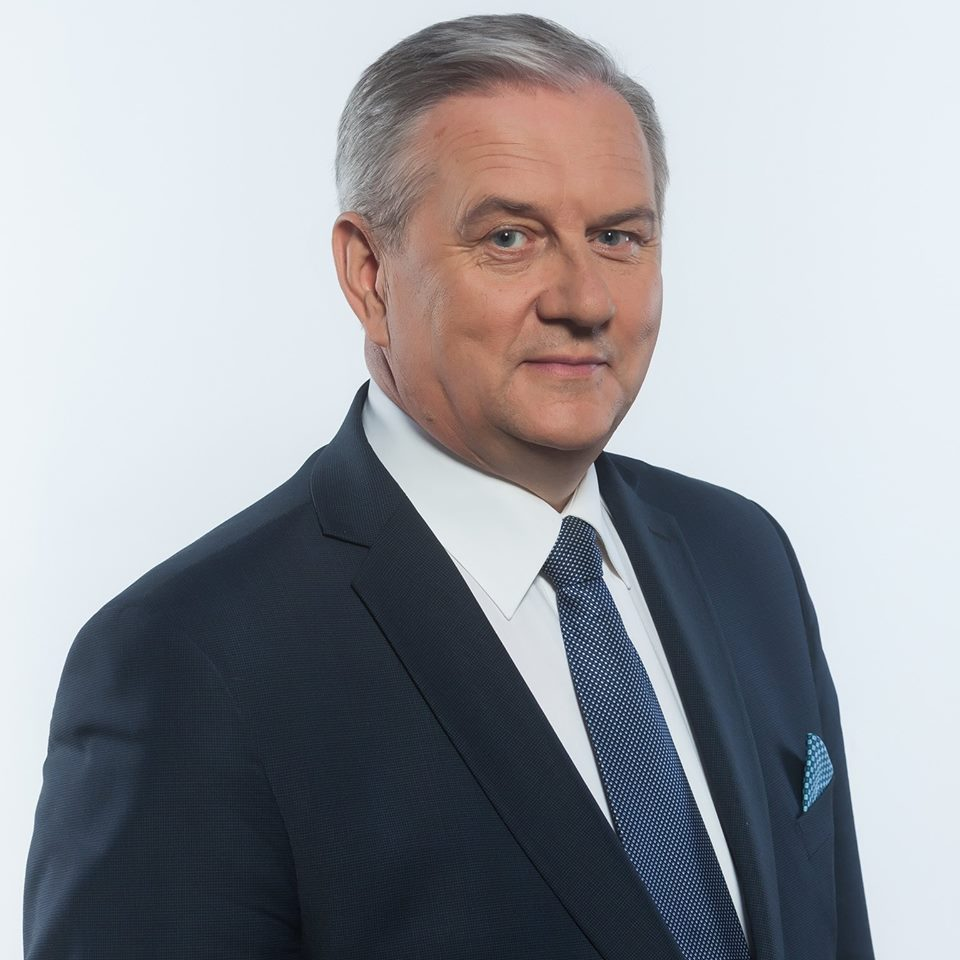
Mikalauskas (2016)

Vidas Mikalauskas (* 10. August 1955 in Krokialaukis, Rajongemeinde Alytus) ist ein litauischer Politiker.

## Leben
Nach dem Abitur 1973 an der Mittelschule Simnas in der Rajongemeinde Alytus absolvierte Mikalauskas 1978 ein Diplomstudium am Valstybinis pedagoginis institutas in Vilnius und wurde Lehrer  für  Geografie und Körperkultur. Von 1990 bis 1997 arbeitete er in der Sportschule in Varėna. Von 1997 bis 2011 war er Bürgermeister, danach stellvertretender Bürgermeister, ab 2013 Bürgermeister der Rajongemeinde Varėna und von 2015 bis 2016 Seimas-Mitglied.
Ab 1995 war Mikalauskas Mitglied von Lietuvos centro sąjunga, von 2005 bis 2011 von Lietuvos centro partija. Jetzt ist er Mitglied der LSDP.
Mikalauskas ist verheiratet.